# Daniele Pario Perra
Daniele Pario Perra (Bologna, 1969) è un designer italiano, un artista relazionale e un ricercatore operante in attività espositive, progetti di ricerca e insegnamento. Il suo lavoro si sviluppa in ambiti disciplinari diversi: arte, design, sociologia, antropologia, architettura e geopolitica. Si occupa di creatività spontanea, tendenze culturali e modelli di sviluppo urbano.
Daniele Pario Perra ha insegnato alla Facoltà di Architettura dell'Università La Sapienza di Roma, all'Università tecnica di Delft, al Politecnico di Milano e alla University of Denver in Colorado. Ha collaborato con Future Concept Lab e con il Directed Studies Abroad della facoltà di Architettura alla Carleton University di Ottawa.
Tra il 2000 e il 2010 ha esposto opere, ideato azioni urbane e coordinato progetti tra Roma, Milano, Torino, Sarajevo, Barcellona, Chicago, Rotterdam, Berlino, New York, Berna, Parigi, Marsiglia, Buenos Aires, Santiago, Lubiana, Denver, Belgrado, Budapest e Londra.
Dal 2001 mantiene il database Low Cost Design che contiene circa 7000 scatti fotografici sulle trasformazioni degli oggetti e dello spazio pubblico in Europa e nell'area del Mediterraneo.
Nel 2003 inizia il progetto Economic Borders: una catalogazione e un documentario sui venditori ambulanti della Sicilia Orientale inserito in un progetto di remapping.
Dal 2004 indaga la comunicazione urbana con il format Anarchetiquette / Fresco Removal.
Il progetto è stato sostenuto e promosso dal dipartimento di Antropologia dell'Università di Denver e dalla facoltà di Architettura dell'Università tecnica di Delft.
Opera nella creazione di workshop e format tematici per le Università Europee come Politics Poiesis, Design on the Cheap, Pasta & Politics, Fantasy saves the Planning!, o Art Shakes the Politics per la 13ª Biennale dei Giovani Artisti d’Europa e del Mediterraneo.
Nel 2005 pubblica per Contraconcept la monografia Politics Poiesis.
Nel 2006 realizza la campagna di informazione politica Call For Entry.
L'obiettivo del progetto era la ricerca di candidati per le elezioni politiche, attraverso grandi affissioni pubbliche a Milano e interventi sui principali quotidiani nazionali.
Nel 2007 realizza Montesquieu Interview nel quale sottopone alcune domande sul futuro della democrazia al fondatore dello stato moderno C.L. de Montesquieu (1689 –1755) tramite la Medium Christine.

## Opere
- 2004 - Fresco’s Removal, Contraconcept Editore
- 2004 - Art Shakes the Politics, Contraconcept Editore
- 2005 - Politics Poiesis, Contraconcept Editore
- 2007 - Montesquieu Interview, Tent
- 2007 - 13th Biennale of Young Artists from Europe and Mediterranean, Electa
- 2008 - Post it City, cccb
- 2010 - Low Cost Design. Ediz. italiana e inglese: 1 (Design & Designers), Silvana Editoriale, (ISBN 9788836616657)
- 2011 - Low Cost Design. Ediz. italiana e inglese: 2 (Design & Designers), Silvana Editoriale, (ISBN 9788836620517)